# 福斯迪克山脈
76°32′S 144°45′W / 76.533°S 144.750°W
福斯迪克山脈（英語：Fosdick Mountains）是南極洲的山脈，位於瑪麗伯德地，屬於福特山脈的一部分，處於巴爾肯冰川南面，該山脈在1929年由美國探險隊發現。